# 安杰伊·措法利克
安杰伊·措法利克（波蘭語：Andrzej Cofalik，1968年9月8日—），波兰男子举重运动员。他曾代表波兰参加1992年和1996年夏季奥林匹克运动会举重比赛，其中1996年奥运会获得一枚铜牌。